# Marvel Studios
Marvel Studios er et amerikansk TV- og filmstudie som har hovedkvarter i Beverly Hills i Californien. Selskabet blev dannet i 1990'erne efter Revlons opkøb af Marvel Entertainment. Resultatet af dette opkøb var at Marvel endnu en gang kom på banen inden TV- og filmproduktion.
Marvel Studios blev fra starten af ledet af Avi Arad (1993–31. maj 2006), i rollen som direktør fra 1993 og administrerende direktør fra oktober 1998. David Maisen var teknisk direktør i perioden.
Dagens ledere er Michael Helfant som teknisk direktør og Kevin Feige som produktionsdirektør.

## Historie
Selskabet blev dannet i 1993 og var fra begyndelsen af aktive i samproduktion af film som involverede Marvel-skikkelser, som Spider Man, Blade og X-Men. Følgende er en liste over film, som blev produceret af 20th Century Fox og Sony i samproduktion med Marvel Studios:
- Blade
- Blade II
- Blade: Trinity
- Daredevil
- Elektra
- Fantastic Four
- Fantastic Four: Rise of the Silver Surfer
- Ghost Rider
- Hulk
- Spider-Man
- Spider-Man 2
- Spider-Man 3
- The Punisher
- Punisher: War Zone
- X-Men Origins: Wolverine
- X-Men
- X2: X-Men United
- X-Men: The Last Stand

Disse film har indtjent omkring $5 milliarder på verdensbasis, hvoraf det allermeste tilfaldt Fox og Sony. Det blev hurtigt klart for Marvel at det kunne være mere penge at tjene at producere filmene selv. I 2005 blev det klart at Marvel Studios job med oprettelsen af sit eget produktionsselskab. Marvel indgik et samarbejde med Paramount Pictures for at distribuere film baseret på Marvels superhelte. I 2007 kom arbejdet i gang for alvor med anskaffelsen af flere nye direktører på produktions- og markedsføringssiden. Den første film som blev lanceret var Iron Man i maj 2008, med Robert Downey Jr. i hovedrollen.